# Эфентаки, Константина
Константина Эфентаки (греч. Κωνσταντίνα Εφεντάκη; род. 1 октября 1978, Афины) — греческая легкоатлетка, специалистка по бегу на средние дистанции. Выступала на профессиональном уровне в 1999—2009 годах, призёрка ряда крупных международных стартов, многократная чемпионка Греции, действующая рекордсменка страны в нескольких дисциплинах, участница двух летних Олимпийских игр.

## Биография
Константина Эфентаки родилась 1 октября 1978 года в Афинах, Греция. Занималась лёгкой атлетикой в столичном клубе «Панеллиниос».
На чемпионате Греции 1999 года в Афинах выиграла бронзовую медаль в беге на 1500 метров. С этого момента постоянно входила в состав греческой сборной и регулярно принимала участие в международных стартах.
В 2000 году в той же дисциплине одержала победу на зимнем чемпионате Греции в Пирее, заняла четвёртое место на зимнем чемпионате Балкан в Пирее.
В 2003 году стартовала на чемпионате мира в помещении в Бирмингеме, одержала победу на чемпионате Греции в Трикале, финишировала третьей на Кубке Европы во Флоренции и второй на чемпионате Балкан в Фивах.
В 2004 году отметилась выступлением на чемпионате мира в помещении в Будапеште, была лучшей на чемпионате Греции в Афинах, тогда как на международном турнире в Мадриде установила ныне действующий национальный рекорд в беге на 1500 метров на открытом стадионе — 4:05.63. Благодаря череде успешных выступлений удостоилась права защищать честь страны на домашних летних Олимпийских играх в Афинах, где в программе 1500 метров остановилась на стадии полуфиналов.
В 2005 году на международном турнире в Штутгарте установила ныне действующий рекорд Греции в беге на 1500 метров в помещении — 4:08.73. Участвовала в чемпионате Европы в помещении в Мадриде и чемпионате мира в Хельсинки, показала пятый результат на Средиземноморских играх в Альмерии.
В 2007 году взяла бронзу на чемпионате Греции в Афинах, финишировала пятой на чемпионате Балкан в Софии и седьмой на Кубке Европы в Мюнхене.
В 2008 году выиграла зимний чемпионат Греции в Афинах, получила серебро на летнем чемпионате Греции в Афинах. Принимала участие в Олимпийских играх в Пекине — на предварительном квалификационном этапе 1500 метров показала время 4:15.02, чего оказалось недостаточно для выхода в финал.
В 2009 году отметилась выступлением на чемпионате Европы в помещении в Турине и по окончании сезона завершила спортивную карьеру.